# Luacano
Luacano è una municipalità dell'Angola appartenente alla provincia di Moxico. Ha 29.692 abitanti (stima del 2006).
Il capoluogo è Luacano.